# Waddi (Dschibuti)
Waddi (arabisch وادي) ist ein Ort im Nordosten von Dschibuti, in der Region Obock.

## Geographie
Der Ort liegt im Zentrum der Region Obock, unweit der N 16 im Wadi Oued Harsa und an der gleichnamigen Quelle und am Fuß des Berges Waddi Kôma, welcher sich im Westen des Ortes auf 589 m Höhe erhebt.
Das nächstgelegene Zentrum ist Alaili Dadda, in etwa 5 km Entfernung im Norden.